# Ocratoxina
Las ocratoxinas son micotoxinas producidas por hongos de los géneros Aspergillus y Penicillium, como Aspergillus ochraceus o Penicillium viridicatum. De las toxinas que se conocen, A, B y C, la A es la más tóxica.
Estas toxinas están relacionadas con nefropatías endémicas de los Balcanes.
Tienen efectos nefrotóxicos , inmunosupresores, carcinogénicos y teratogénicos en los animales de experimentación estudiados.
|              |              |              |
| Ocratoxina A | Ocratoxina B | Ocratoxina C |